# Hervormde kerk (Sloten)
De hervormde kerk van Sloten is een monumentaal gebouw aan de Heerenwal in Sloten in de Nederlandse provincie Friesland.

## Beschrijving

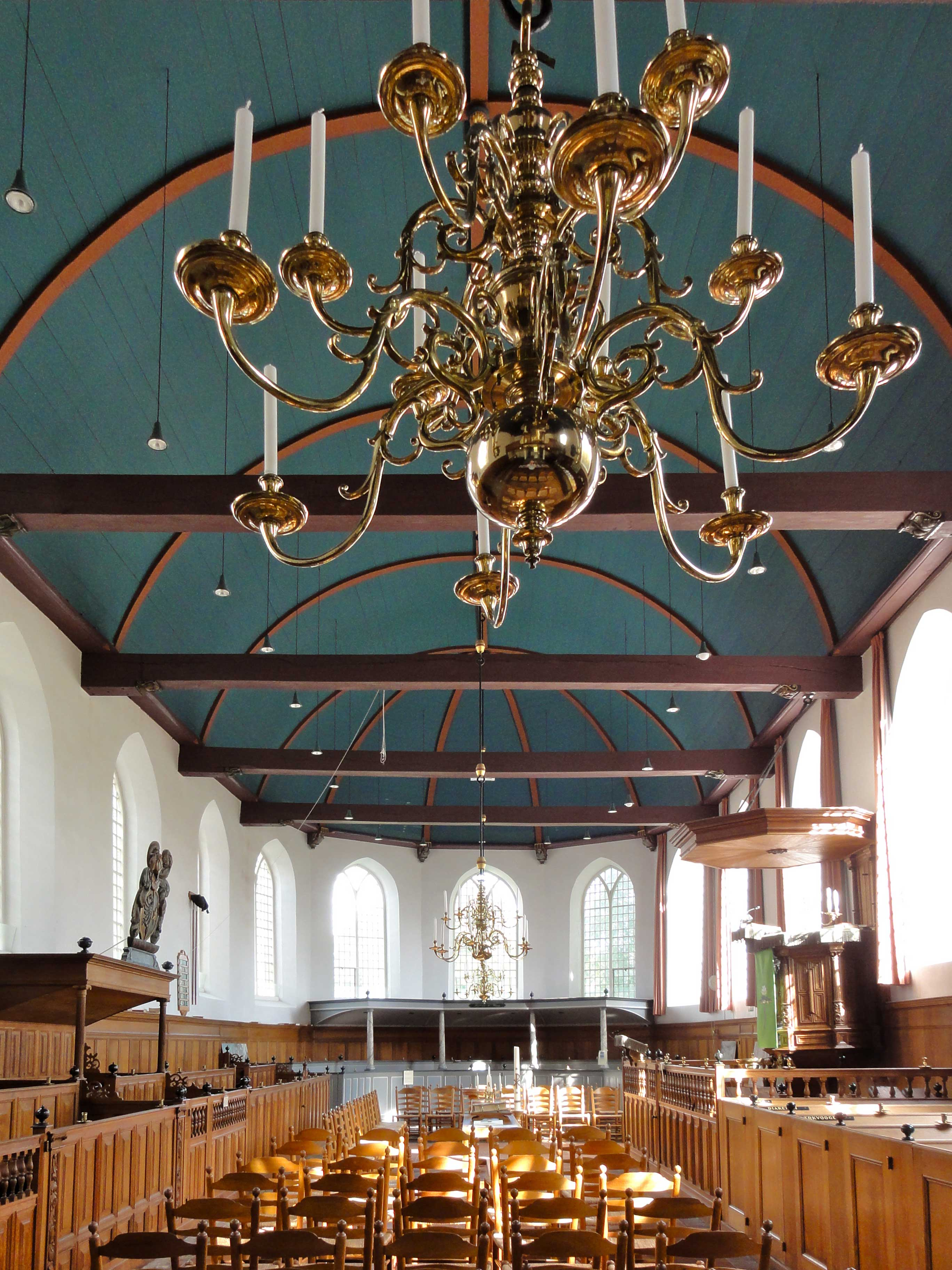
Interieur van de protestantse kerk van Sloten

De protestantse laatgotische kerk van Sloten werd in 1647 gebouwd op de plaats waar daarvoor de Sint-Janskapel heeft gestaan. De dakruiter werd zo'n tweehonderd jaar later, in 1843, vernieuwd. Volgens de Rijksdienst voor het Cultureel Erfgoed hangt er in de dakruiter een klok van een anonieme klokkengieter uit de 17e of de 18e eeuw. Volgens Stenvert is de ene klok gegoten door Petrus Overney in 1681 en zou de andere klok uit de 14e eeuw dateren. Het kerkinterieur dateert gedeeltelijk uit de periode waarin de kerk werd gebouwd. De classicistisch vormgegeven preekstoel, het doophek en de herenbank recht tegenover de preekstoel stammen uit deze periode. Deze herenbank was bestemd voor de burgemeestersfamilie Oosterzee. Het orgel werd in 1788 gemaakt door Albertus van Gruisen en werd ingebouwd in een door Jan Harmensz Camps vervaardigde kas uit 1712.
De kerk is erkend als rijksmonument.